# Flévy
Flévy és un municipi francès, situat al departament del Mosel·la i a la regió del Gran Est. L'any 2007 tenia 567 habitants.

## Demografia

### Població
El 2007 la població de fet de Flévy era de 567 persones. Hi havia 204 famílies, de les quals 28 eren unipersonals (12 homes vivint sols i 16 dones vivint soles), 52 parelles sense fills, 96 parelles amb fills i 28 famílies monoparentals amb fills.
La població ha evolucionat segons el següent gràfic:
Habitants censats

### Habitatges
El 2007 hi havia 221 habitatges, 208 eren l'habitatge principal de la família, 3 eren segones residències i 10 estaven desocupats. 183 eren cases i 38 eren apartaments. Dels 208 habitatges principals, 179 estaven ocupats pels seus propietaris, 26 estaven llogats i ocupats pels llogaters i 3 estaven cedits a títol gratuït; 1 tenia una cambra, 3 en tenien dues, 14 en tenien tres, 38 en tenien quatre i 152 en tenien cinc o més. 189 habitatges disposaven pel capbaix d'una plaça de pàrquing. A 55 habitatges hi havia un automòbil i a 134 n'hi havia dos o més.

### Piràmide de població
La piràmide de població per edats i sexe el 2009 era:
| Homes | Edats   | Dones |
| ----- | ------- | ----- |
| 0     | 95 o +  | 0     |
| 0     | 90 a 94 | 0     |
| 0     | 85 a 89 | 4     |
| 4     | 80 a 84 | 0     |
| 0     | 75 a 79 | 8     |
| 0     | 70 a 74 | 4     |
| 16    | 65 a 69 | 8     |
| 20    | 60 a 64 | 20    |
| 8     | 55 a 59 | 4     |
| 8     | 50 a 54 | 24    |
| 20    | 45 a 49 | 12    |
| 16    | 40 a 44 | 12    |
| 16    | 35 a 39 | 20    |
| 40    | 30 a 34 | 40    |
| 16    | 25 a 29 | 8     |
| 8     | 20 a 24 | 20    |
| 8     | 15 a 19 | 8     |
| 12    | 10 a 14 | 4     |
| 28    | 5 a 9   | 32    |
| 8     | 0 a 4   | 40    |

## Economia
El 2007 la població en edat de treballar era de 385 persones, 299 eren actives i 86 eren inactives. De les 299 persones actives 284 estaven ocupades (157 homes i 127 dones) i 15 estaven aturades (7 homes i 8 dones). De les 86 persones inactives 19 estaven jubilades, 38 estaven estudiant i 29 estaven classificades com a «altres inactius».

### Ingressos
El 2009 a Flévy hi havia 208 unitats fiscals que integraven 579 persones, la mediana anual d'ingressos fiscals per persona era de 19.977 €.

### Activitats econòmiques
Dels 24 establiments que hi havia el 2007, 2 eren d'empreses extractives, 4 d'empreses de construcció, 4 d'empreses de comerç i reparació d'automòbils, 8 d'empreses de transport, 2 d'empreses d'hostatgeria i restauració, 1 d'una empresa immobiliària, 2 d'empreses de serveis i 1 d'una empresa classificada com a «altres activitats de serveis».
Dels 3 establiments de servei als particulars que hi havia el 2009, 1 era una fusteria, 1 lampisteria i 1 restaurant.
L'any 2000 a Flévy hi havia 4 explotacions agrícoles que ocupaven un total de 644 hectàrees.

## Equipaments sanitaris i escolars
El 2009 hi havia una escola elemental.

## Poblacions més properes
El següent diagrama mostra les poblacions més properes.